# Шлапаков, Иван Романович
Иван Романович Шлапаков (2 мая 1909, д. Самсоны, Смоленская губерния, Российская империя — 10 декабря 2001, Нижний Новгород, Россия) — один из организаторов и руководителей партизанского движения на оккупированных территориях РСФСР и Белоруссии во время Великой Отечественной войны, командир 16-й Смоленской партизанской бригады, полковник.

## Биография
Родился 2 мая 1909 года в деревне Самсоны (ныне, Краснинский район, Смоленская область, Россия) в крестьянской семье. Русский. В июне 1929 года после окончания 9 классов средней школы работал заместителем председателя колхоза «Труд» Монастырщенского района Смоленской области. В августе 1930 года был избран председателем названного колхоза. С марта 1931 года председатель правления Ломакинского cельпо Монастырщенского района.

### Военная служба

#### Межвоенные годы
В РККА с ноября 1931 года — курсант роты одногодичников 15-го Витебского стрелкового полка 5-й стрелковой дивизии в городе Полоцк. С мая 1932 года курсант роты одногодичников 5-го учебного танкового полка Белорусского военного округа в городе Борисов, по окончания обучения выпущен комвзводом. В декабре 1932 года уволен из рядов РККА в запас.
С декабря 1932 года работает в городе Иваново на Ивановском меланжевом комбинате им. К. И. Фролова: рабочим, с января 1934 года комсомольским организатором прядильной фабрики комбината, с мая 1934 года в отделе культуры и пропаганды ленинизма комитета ВЛКСМ комбината. С февраля 1935 года направлен в Ивановский обком ВЛКСМ на должность руководителя промышленной группы обкома. В июле 1935 года избран секретарём комитета ВЛКСМ текстильной фабрики «Красная Талка».
В июле 1936 года по спецнабору вновь призван в РККА и направлен в Забайкальский военный округ где проходит службу на должностях: командир взвода 41-го танкового полка, в мае 1938 года вступает в ВКП(б), с марта 1939 года — заместитель командира роты 8-го мотострелкового полка, с октября 1940 года — командир роты 200-го автомобильного батальона 152-й стрелковой дивизии.

#### Великая Отечественная война
С началом войны старший лейтенант Шлапаков в прежней должности. С июля 1941 года — командир батальона 518-го стрелкового полка приданного 46-й стрелковой дивизии 16-й армии, принимал участие в Смоленском сражении, был ранен в ногу и контужен в голову под городом Демидов, попал в окружение. В августе 1941 года лечился у местных жителей на территории Касплянского района Смоленской области занятой противником, где из окруженцев и местных комсомольских и партийных работников организовал и возглавил партизанский отряд в который входило 80 человек. Осенью 1941 года данный отряд в боях уничтожил 25 вражеских автомобилей и более 70-ти солдат и офицеров противника. Весной 1942 года в отряде Шлапакова уже 250 человек. Он имеет четыре взвода, артиллерийскую батарею, два миномёта. В связи с образованием партизанского края отряд покидает Соколинскую дачу и занимает оборону под городом Демидов. 30 марта 1942 года группой подрывников отряда (В. Т. Куриленко и другие) был пущен под откос первый вражеский эшелон, 25 апреля — ещё два, 13 мая — пятый.
В июне 1942 года Шлапаков был назначен заместителем командира 3-й партизанской бригады, а в августе того же года становится командиром 5-й партизанской бригады, которая 10 марта 1943 года была переименована в 16-ю Смоленскую партизанскую бригаду. В сентябре 1942 года бригада вела бои за д. Холм, Чача, Ополье, Корево, Городище в ходе которой бойцы бригады уничтожили 850 вражеских солдат и офицеров, 8 автомашин, пустили под откос два эшелона противника, один из них с танками, а другой с боеприпасами. 23 сентября 1942 года бригада приказом штаба Калининского фронта была перебазирована в Касплянские леса, в ж. д. треугольник Смоленск-Орша-Витебск. Одновременно с боевыми действиями выполняла и особое задание Белорусского штаба партизанского движения «принять меры к разложению так называемой „Русской освободительной армии“ (власовцев) в Осинторфе». Бригада прибыла под Оршу в начале февраля 1943 года. Штабом бригады был разработан план массового перехода «новобранцев» к партизанам. Вскоре первые 115 солдат и офицеров артиллерийского дивизиона РОА, предварительно заминировав склады с вооружением и боеприпасами, перешли на сторону советских партизан. Вскоре со станции Березино к партизанам перешли ещё 250 власовцев с броневиком и несколькими грузовиками с боеприпасами. 12 марта 1943 года партизанами отряда был убит специальный уполномоченный из Берлина зондерфюрер района барон фон Шнавке с 37 солдатами и 13 полицейскими, за что Шлапаков был объявлен Гитлером личным врагом и за его голову было назначено крупное денежное вознаграждение — 100 тысяч рейхсмарок. В ноябре 1943 года 16-я Смоленская партизанская бригада в соответствии с решением ЦШПД передислоцирована в Полоцко-Лепельскую партизанскую зону. Под командованием Шлапакова бригада провела 665 боёв с противником. Пустила под откос около 130 железнодорожных составов с живой силой и боевой техникой врага, разгромила 53 гарнизона. Уничтожила 816 грузовых автомобилей, 185 танков, 350 автомашин, 10 складов, 45 самолётов и.т.д. 16 раз бригада оказывалась в кольце мощных карательных экспедиций гитлеровцев, но всегда выходила из них с победой. Под командованием Шлапакова 16-я Смоленская партизанская бригада прошла две тысячи километров от Смоленска до Вильнюса. За успешно проведённые спецоперации капитан Шлапаков был отмечен орденами Ленина и Красного Знамени, а также повышен в звании до майора.
16-я Смоленская партизанская бригада прекратила своё существование в июле 1944 года, когда встретилась с частями Красной Армии, освобождавшими Советскую Белоруссию в ходе операции «Багратион». Последней операцией партизанской бригады стал рейд по северо-западу Беларуси и юго-восточной Литве, в ходе которого партизаны дошли до советско-германской границы 1939 года. В том же месяце Шлапаков вернулся в строй, но уже как подполковник, а в августе 1944 года он был командирован в Москву, на обучение на курсах «Выстрел» по специальности «Командиры полков», проходил подготовку для участия в войне с Японией.
За свои боевые подвиги Шлапаков дважды представлялся к присвоению звания Героя Советского Союза. Однако получить высокую награду ему было не суждено. Первый раз был сбит самолёт, летевший с наградными документами за линию фронта. Второй раз документы о награждении легли на подпись Сталину после войны. Генералиссимус сказал, что героизм уже закончился.

#### Послевоенное время
В сентябре 1945 года Шлапаков окончил обучение на курсах и был направлен на службу военным комиссаром в городской военкомат города Шостка Сумской области Украинской ССР. А в марте 1950 года Шлапакова направили на его последнее место службы — в город Изюм Харьковской области УССР, на ту же должность. В 1958 году подполковник Шлапаков был уволен в запас. C 1988 года жил в городе Нижний Новгород.
Указом Президента Российской Федерации № 187 от от 23 февраля 1998 года, за отличия в руководстве войсками при проведении боевых операций в период Великой Отечественной войны 1941—1945 годов, в звании подполковник в отставке награждён орденом Жукова.
Умер 10 декабря 2001 года, похоронен в Нижнем Новгороде на кладбище «Марьина Роща».

## Награды и звания
РФ
- орден Жукова (23.02.1998)

СССР
- два ордена Ленина (07.03.1943, 30.12.1948)
- два ордена Красного Знамени (15.08.1944, 26.10.1955[9])
- орден Отечественной войны I степени (06.04.1985)[10]
- орден Красной Звезды (15.11.1950)[9]
  - медали в том числе:
  - «За боевые заслуги» (06.11.1945)[9]
  - «Партизану Отечественной войны» I степени (__.09.1944)
  - «За победу над Германией в Великой Отечественной войне 1941—1945 гг.» (07.09.1945)
  - «Ветеран Вооружённых Сил СССР» (1976)
- знак «50 лет пребывания в КПСС» (1988)

Почётный гражданин
- города Демидов Смоленской области (1978)[11]
- посёлка Свирь Мядельского района Минской области Белоруссии
- агрогородка Михалишки Островецкого района Гродненской области Белоруссии

## Память
В 2002 году на доме (г. Нижний Новгород, Приокский район, улица Медицинская, 13), где жил Герой, в его честь установлена мемориальная доска.

## Комментарии
1. ↑  518-й сп 129-й дивизии сражался в составе 46-й стрелковой дивизии в районе Демидова севернее Смоленска. После выхода из Смоленского «котла» части 129-й и 46-й стрелковых дивизий были слиты в одну 129-ю дивизию, а 46-я дивизия была расформирована[4].